# Portuguese Commercial Bank
Banco Comercial Português (BCP) er en portugisisk universalbank.
De har 4,3 mio. kunder fordelt på 695 filialer i Portugal.
BCP blev etableret i 1985 af Jardim Gonçalves og en gruppe investorer fra Porto-regionen.